# Jauréguiberry (couraçado)
O Jauréguiberry foi um couraçado pré-dreadnought operado pela Marinha Nacional Francesa de 1897 a 1919. Sua construção começou em abril de 1891 na Forges et Chantiers de la Méditerranée e foi lançado ao mar em outubro de 1893. Ele era membro de um grupo de cinco navios semelhantes entre si, ao lado do Charles Martel, Carnot, Masséna e Bouvet. O Jauréguiberry era armado com uma bateria principal de dois canhões de 305 milímetros montados em duas torres de artilharia únicas e dois canhões de 274 milímetros também em duas torres únicas, tinha um deslocamento de mais de doze mil toneladas e conseguia alcançar uma velocidade máxima de dezessete nós.
Sua carreira foi relativamente tranquila em tempos de paz, com a maior parte de seu serviço em atividades de treinamento no Mar Mediterrâneo. Sofreu alguns pequenos acidentes, incluindo quatro explosões de torpedos de propulsão a ar comprimido. Ele juntou-se à Esquadra Internacional que interveio em 1897 e 1898 na revolta grega em Creta contra o domínio do Império Otomano, durante a Guerra Greco-Turca de 1897. Em 1907 foi designado para a Divisão de Reserva, mas continuou a participar de manobras navais.
O navio deu cobertura para comboios de tropas do Norte da África para a França depois do início da Primeira Guerra Mundial e depois deu apoio à Campanha de Galípoli, permanecendo em Porto Said até o fim do conflito. Após sua desativação, ele foi usado para alojamento até 1932 e vendido para sucata em 1934.

## Antecedentes e design
Em 1889 a Marinha Real Britânica aprovou a Lei de Defesa Naval, que resultou na construção de oito encouraçados da classe Royal Sovereign. Esta grande expansão do poder naval levou o governo francês a responder com a Lei Naval de 1890. A lei exigia vinte e quatro encouraçados de esquadra e uma série de outras embarcações, incluindo navios de defesa costeira, cruzadores e barcos torpedeiros. A primeira etapa do programa seria um grupo de quatro encouraçados de esquadra construídos com projetos diferentes, mas atendendo aos mesmos requisitos básicos, incluindo blindagem, armamento e deslocamento.
O alto comando naval emitiu as características básicas em 24 de dezembro de 1889: o deslocamento não deveria exceder catorze mil toneladas, a bateria principal deveria consistir em canhões de 340 e 270 milímetros de calibre, o cinturão deveria ser de 450 milímetros de espessura, e os navios deveriam manter uma velocidade máxima de dezessete nós (31 quilômetros por hora). O armamento secundário seria de 140 ou 160 milímetros, com tantas armas instaladas quanto o espaço permitisse.
O projeto básico dos navios foi baseado no encouraçado anterior Brennus, mas em vez de montar a bateria principal toda na linha central, os navios usaram o arranjo em losango do navio anterior, Magenta, que movia dois dos canhões da bateria principal para torres de artilharia únicas nas bordas do casco. Embora a Marinha tenha estipulado que o deslocamento poderia chegar a catorze mil toneladas, considerações políticas, nomeadamente objeções parlamentares aos aumentos das despesas navais, levaram os projetistas a limitar o deslocamento a cerca de doze mil toneladas.
Cinco arquitetos navais submeteram propostas a concurso. O projeto do Jauréguiberry foi elaborado por Amable Lagane, diretor de construção naval do estaleiro Forges et Chantiers de la Méditerranée em La Seyne-sur-Mer. Lagane já havia supervisionado a construção do ironclad Marceau da classe Magenta, o que influenciou seu projeto para Jauréguiberry. Embora o programa previsse a construção de quatro navios no primeiro ano, cinco foram finalmente encomendados: Jauréguiberry, Charles Martel, Masséna, Carnot e Bouvet. O Jauréguiberry usava um casco muito semelhante ao do Marceau e, como resultado, era mais curto e largo que os outros navios.
O projeto do Jauréguiberry também foi influenciado pelo encouraçado chileno Capitán Prat, então em construção na França (e que também havia sido projetado por Lagane). Uma pequena embarcação, o Capitán Prat adotou torres de canhão duplo para sua bateria secundária para economizar espaço que teria sido ocupado pelas tradicionais montagens de casamata. Lagane incorporou essa solução no Jauréguiberry, embora fosse o único encouraçado francês do programa a usar esse arranjo devido ao temor de que a cadência de tiro fosse reduzida e que as torres ficassem mais vulneráveis a serem desativadas por um único golpe de sorte. Ele foi o primeiro couraçado francês a usar motores elétricos para operar as torres da bateria principal.
Ele e seus meio-irmãos foram uma decepção no serviço; eles geralmente sofriam de problemas de estabilidade, e Louis-Émile Bertin, o Diretor de Construção Naval no final da década de 1890, referiu-se aos navios como "viráveis". Todos os cinco navios se comparavam mal aos seus homólogos britânicos, especialmente aos seus contemporâneos da classe Majestic. Os navios sofriam com a falta de uniformidade de equipamentos, o que dificultava sua manutenção em serviço, e suas baterias mistas de canhões de diversos calibres dificultavam a artilharia em condições de combate, uma vez que os respingos de projéteis de tamanhos relativamente semelhantes eram difíceis de diferenciar e, portanto, tornava difícil calcular correções para atingir o alvo. Muitos dos problemas que assolavam os navios em serviço decorriam da limitação do seu deslocamento, nomeadamente da sua estabilidade e navegabilidade.

### Características gerais e maquinário
O Jauréguiberry tinha 111,9 metros de comprimento de fora a fora. Ele tinha uma boca de 23 metros e calado de 8,45 metros. Tinha um deslocamento normal de 11 818 toneladas e um deslocamento carregado de 12 229 toneladas. Ele estava equipado com dois mastros militares pesados com gáveas. Em 1905, seu capitão o descreveu como um excelente navio, embora seu armamento secundário fosse muito leve. Ele também disse que a embarcação era estável e bem equipada, com boas condições de vida. Tinha uma tripulação de 631 oficiais e marinheiros alistados.
O Jauréguiberry possuía dois motores a vapor verticais de tripla expansão, também construídos pela Forges et Chantiers de la Méditerranée, que foram projetados para dar ao navio uma velocidade de 17,5 nós (32,4 quilômetros por hora). Nos testes, elas desenvolveram uma potência de 10 769 kilowatts e levaram o navio a uma velocidade máxima de 17,71 nós (32,80 quilômetros por hora). Cada motor alimentava uma hélice de 5,7 metros. Vinte e quatro caldeiras aquatubulares Lagraffel d'Allest forneciam vapor para os motores a uma pressão de 213 psi. As caldeiras foram distribuídas entre seis salas e canalizadas para duas chaminés bem espaçadas. O navio normalmente carregava 750 toneladas de carvão, mas podia transportar no máximo mil toneladas. Isto deu-lhe um raio de ação de 3 920 milhas náuticas (7 260 quilômetros) a dez nós (dezenove quilômetros por hora).

### Armamento

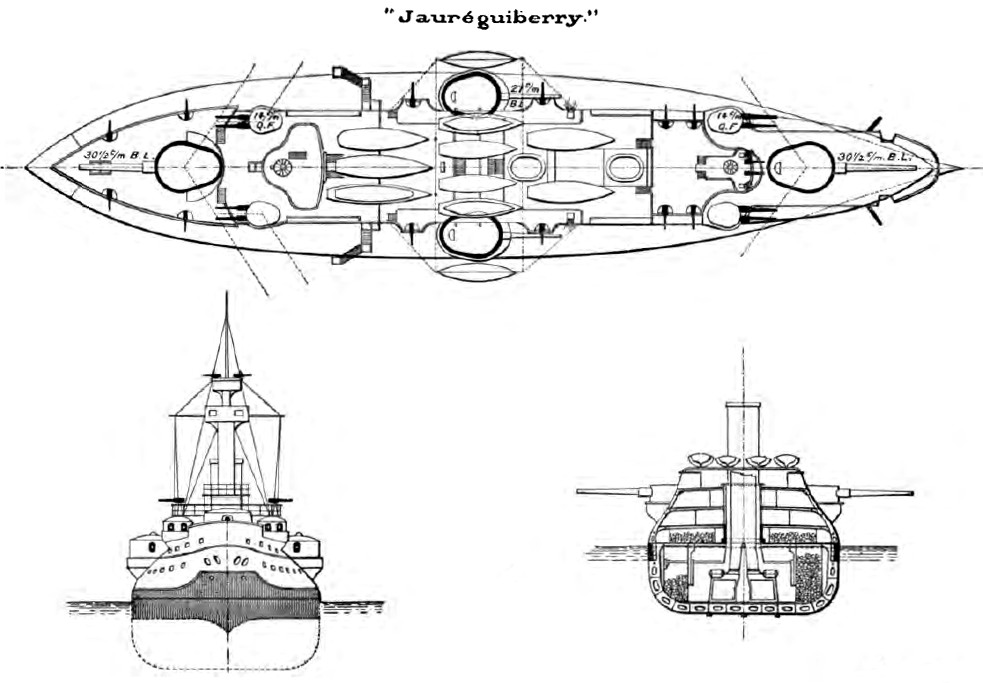
Desenho de linha mostrando a disposição e os arcos de disparo da bateria principal do navio

O armamento principal do Jauréguiberry consistia em dois canhões de 305 milímetros Modelo 1887 de calibre 45 em duas torres de artilharia únicas, uma à frente e outra à ré da superestrutura. Dois canhões de 274 milímetros de mesmo modelo e calibres foram montados em torres únicas nas laterais, uma a meia-nau de cada lado, contrafeitas sobre o costado das laterais do navio. Cada torre de 305 milímetros tinha um arco de fogo de 250 graus. Estes mesmos canhões disparavam projéteis de ferro fundido de 292 quilogramas ou projéteis perfurantes e semiperfurantes de 340 quilogramas a uma velocidade de saída de 780 a 815 metros por segundo. Os canhões de 274 milímetros também tinham uma mistura dos mesmos tipos de projéteis com a mesma velocidade de saída dos canhões maiores. O armamento ofensivo do navio era completado por uma bateria secundária de oito canhões montados em torres de canhão duplo operadas manualmente. As torres foram colocadas nos cantos da superestrutura com arcos de fogo de 160°. Eles disparavam projéteis ferro fundido de trinta quilogramas ou projéteis perfurantes ou semiperfurantes de 35 quilogramas a uma velocidade inicial de 730 a 770 metros por segundo.
A defesa contra torpedeiros era fornecida por uma variedade de armas de calibre leve. Fontes discordam quanto ao número e tipos, possivelmente indicando mudanças ao longo da vida útil do navio. Todas as fontes concordam com quatro canhões de cinquenta calibres e 65 milímetros. Estes disparavam projéteis de quatro quilogramas a uma velocidade inicial de 715 metros por segundo. Gibbons e Gardiner concordam em doze, depois dezoito, embora d'Ausson liste quatorze, canhões QF 3-pounder Hotchkiss de quarenta calibres e 47 milímetros que foram montados nos topos de combate e na superestrutura. Eles disparavam um projétil de 1,49 quilogramas a uma velocidade inicial de 610 metros por segundo a um alcance máximo de quatro mil metros. Sua cadência de tiro máxima teórica era de quinze tiros por minuto, mas apenas sete tiros por minuto eram possíveis conforme provado posteriormente. Gibbons e Gardiner concordam que oito canhões giratórios Hotchkiss de 5 canos de 38 milímetros foram montados nas superestruturas dianteira e traseira, embora nenhum seja listado por d'Ausson.
O navio foi inicialmente equipado com tubos de torpedo de 450 milímetros, embora as fontes discordem sobre o número. Gardiner afirma que ele tinha dois tubos submersos e dois tubos acima da água, mas d'Ausson afirma que ele tinha seis tubos, dois acima da água na proa e na popa e um em cada bordo subaquático. Os tubos acima da água foram removidos durante uma reforma em 1906. Os torpedos M1892 carregavam uma ogiva de 75 quilogramas que podia viajar a 27,5 ou 32,5 nós (50,9 ou 60,2 quilômetros por hora), que poderia atingir alvos a até mil ou oitocentos metros de distância, respectivamente.

### Blindagem
A blindagem do Jauréguiberry era feita de aço-níquel e pesava no total 3 960 toneladas, equivalente a 33,5% de seu deslocamento normal. Sua blindagem na linha d’água variava de 160 a quatrocentos milímetros de espessura. Acima do cinturão havia uma espessa faixa de armadura lateral de cem milímetros que criou uma ensecadeira altamente dividida. Em torno dos tubos de torpedo acima da água, a faixa superior aumentava para 170 milímetros. O convés blindado tinha noventa milímetros de blindagem apoiada no topo do cinturão da linha d'água. Suas torres de canhão de 305 milímetros foram protegidas por 370 milímetros de blindagem nas laterais e frentes enquanto as torres de 274 milímetros tinham 280 milímetros de blindagem. As torres secundárias do navio foram protegidas por cem milímetros de blindagem. As paredes da torre de comando tinham 250 milímetros de espessura.

## Serviço
O Jauréguiberry foi encomendado em 8 de abril de 1891 e seu batimento de quilha ocorreu em 23 de abril na Forges et Chantiers de la Méditerranée em La Seyne-sur-Mer. Foi lançado ao mar em 27 de outubro de 1893 e estava completo o suficiente para iniciar seus testes marítimos em 30 de janeiro de 1896. Um tubo em uma de suas caldeiras estourou em 10 de junho, durante um teste de motor de 24 horas, matando seis pessoas e ferindo três. Dois meses depois, ele sofreu um acidente enquanto testava seu armamento principal. O navio foi finalmente comissionado em 16 de fevereiro de 1897, embora a explosão da câmara de ar de um torpedo em 30 de março tenha atrasado sua designação para o Esquadrão Mediterrâneo até 17 de maio. Durante este período, ele foi equipado com um novo sistema elétrico de transmissão de ordens que transmitia instruções do centro de controle de fogo do navio para os canhões, uma melhoria marcante em relação aos tubos de voz que eram de uso padrão nas marinhas mundiais da época. Imediatamente ao entrar em serviço, ele e seus meio-irmãos Charles Martel e Carnot foram enviados para se juntar ao Esquadrão Internacional que havia sido montado no início de fevereiro. A força multinacional também incluía navios da Marinha Austro-Húngara, da Marinha Imperial Alemã, da Marinha Real Italiana, da Marinha Imperial Russa e da Marinha Real Britânica, e foi enviada para intervir na revolta grega de 1897-1898 em Creta contra o governo do Império Otomano na região.
Ao longo da carreira do navio em tempos de paz, ele se ocupou com exercícios de treinamento de rotina, que incluíam treinamento de artilharia, manobras combinadas com torpedeiros e submarinos e ataques práticos a fortificações costeiras. Um dos maiores desses exercícios foi realizado entre março e julho de 1900 e envolveu a Esquadra do Mediterrâneo e a Esquadra do Norte. Em março, Jauréguiberry juntou-se aos couraçados Brennus, Gaulois, Charlemagne, Charles Martel e Bouvet e quatro cruzadores protegidos para manobras ao largo de Golfe-Juan, incluindo treinamento de tiro noturno. Ao longo de abril, os navios visitaram vários portos franceses ao longo da costa do Mediterrâneo e, em 31 de maio, a frota navegou para a Córsega para uma visita que durou até 8 de junho. Depois de completar os seus próprios exercícios no Mediterrâneo, a Esquadra do Mediterrâneo encontrou-se com a Esquadra do Norte ao largo de Lisboa, Portugal, no final de junho, antes de prosseguir para a Baía de Quiberon para manobras conjuntas em julho. As manobras foram concluídas com uma revisão naval em Cherbourg, em 19 de julho, para o presidente Émile Loubet. Em 1 de agosto, a Esquadra do Mediterrâneo partiu para Toulon, chegando em 14 de agosto.

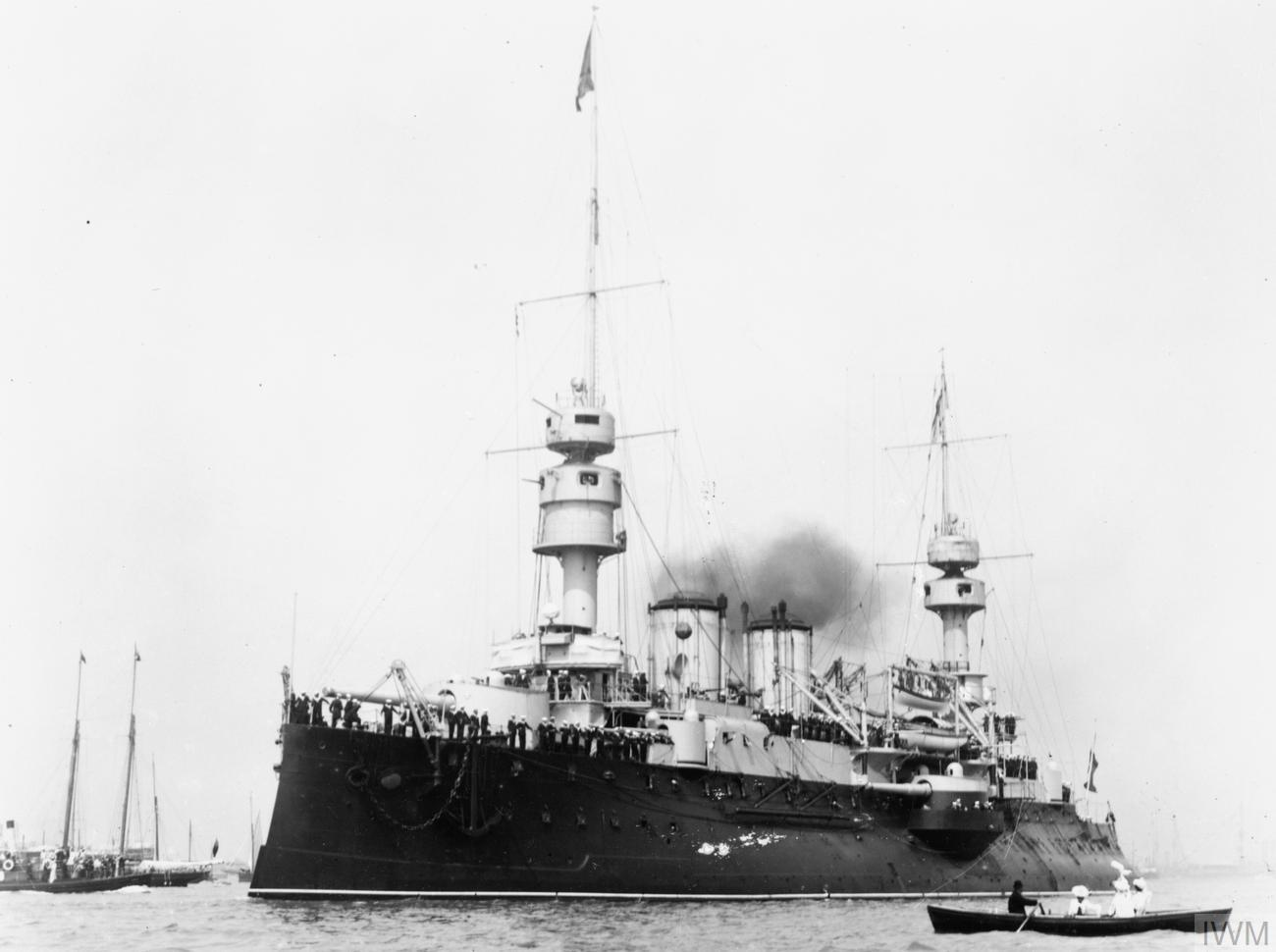
Jauréguiberry em Spithead em 1905

Em 20 de janeiro de 1902, a câmara de ar de outro torpedo explodiu, matando um marinheiro e ferindo três. Em setembro ele transportou o Ministro da Marinha para Bizerta. Por esta altura, o navio tinha sido atribuído à 2.ª Divisão de Batalha da Esquadra do Mediterrâneo, juntamente com o Bouvet e o novo encouraçado Iéna, este último tornando-se a nau capitânia da divisão. Em outubro, o Jauréguiberry e o resto dos couraçados da Esquadra do Mediterrâneo navegaram para Palma de Maiorca, e no regresso a Toulon realizaram exercícios de treino. O Jauréguiberry foi transferido para a Esquadra do Norte em 1904, sendo o seu lugar na Esquadra do Mediterrâneo ocupado pelo novo encouraçado Suffren. O Jauréguiberry chegou a Brest no dia 25 de março. A embarcação foi levemente danificada quando tocou uma rocha ao entrar em Brest no meio do nevoeiro em 18 de julho e, em outro incidente, seu compartimento de direção foi inundado quando uma câmara de ar de torpedo estourou entre suas hélices durante um exercício de lançamento de torpedo em 18 de maio de 1905.
Ao visitar Portsmouth em 14 de agosto, o Jauréguiberry encalhou por um curto período no porto exterior. O navio retornou ao Esquadrão Mediterrâneo em fevereiro de 1907, onde foi designado para a Divisão de Reserva, e no ano seguinte foi transferido para a 3ª Divisão. Em 13 de janeiro de 1908, juntou-se aos couraçados République, Patrie, Gaulois, Charlemagne, Saint Louis e Masséna para um cruzeiro no Mediterrâneo, primeiro para Golfe-Juan e depois para Villefranche-sur-Mer, onde a esquadra permaneceu durante um mês. Em 1909, a 3ª e a 4ª Divisões foram reformadas no 2º Esquadrão Independente e transferidas para o Atlântico em 1910. A partir de 29 de setembro de 1910, os tubos da caldeira foram renovados em uma reforma de quatro meses em Cherbourg. Em 4 de setembro de 1911, o couraçado participou de uma revisão naval ao largo de Toulon. Em outubro de 1912, o Esquadrão foi transferido para o Esquadrão Mediterrâneo e um ano depois, em outubro de 1913, o Jauréguiberry foi transferido para a Divisão de Treinamento. Durante este período, ele foi equipado com um sistema experimental de controle de fogo como parte de uma série de testes antes de ser instalado nos novos encouraçados dreadnought da classe Courbet. O couraçado se tornou a nau capitânia da Divisão Especial em abril de 1914; em agosto, o comandante da divisão era o contra-almirante Darrieus. Naquela época, a divisão também incluía o encouraçado Charlemagne e os cruzadores Pothuau e D'Entrecasteaux.

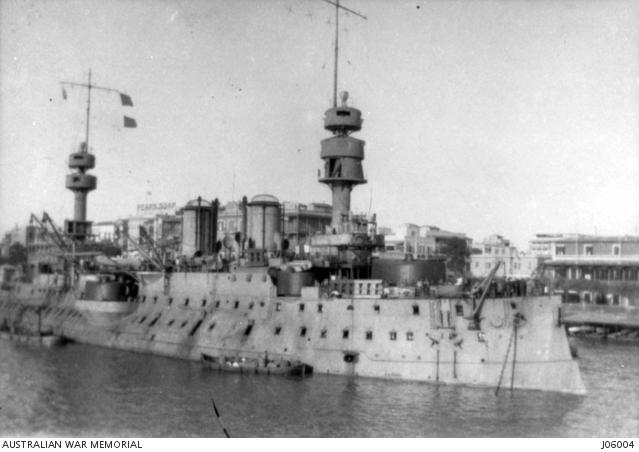
Jaureguiberry em Porto Saíde em 1915

### Primeira Guerra Mundial
Após a eclosão da Primeira Guerra Mundial em julho de 1914, a França anunciou a mobilização geral em 1 de agosto. No dia seguinte, o almirante Augustin Boué de Lapeyrère ordenou que toda a frota francesa começasse a aumentar o vapor às 22h15 para que os navios pudessem partir cedo no dia seguinte. A maior parte da frota, incluindo a Divisão de Treinamento, foi enviada para o Norte da África Francesa, onde escoltaram os comboios de tropas vitais que transportavam elementos do Exército de Terra Francês do Norte de África de volta à França para conter a esperada invasão alemã. A frota francesa foi encarregada de se proteger contra um possível ataque do cruzador de batalha alemão SMS Goeben, que em vez disso fugiu para o Império Otomano como resultado de uma perseguição britânica. Como parte de sua missão, o Jauréguiberry foi enviado para Orã, Argélia Francesa no dia 4 de agosto, em companhia de Bouvet, Suffren e Gaulois. O navio também escoltou um comboio de tropas indianas que passou pelo Mediterrâneo em setembro. A partir de dezembro, o Jauréguiberry ficou estacionado em Bizerta, permanecendo lá até fevereiro de 1915, quando navegou para Porto Saíde para se tornar a nau capitânia da Divisão Síria, comandada pelo almirante Louis Dartige du Fournet. Naquela época, a divisão incluía Saint Louis, o encouraçado de defesa costeira Henri IV e D'Entrecasteaux.
Em 25 de março, Jauréguiberry partiu de Port Said em direção aos Dardanelos, onde as frotas francesa e britânica tentavam romper as defesas otomanas que guardavam o estreito. Um ataque anglo-francês anterior, em 18 de março, custou à frota francesa o couraçado Bouvet, e dois outros couraçados - Suffren e Gaulois - foram gravemente danificados e forçados a retirar-se. Para compensar as perdas, o almirante Émile Guépratte solicitou que o Jauréguiberry e Saint Louis fossem transferidos para o seu comando. Em 1 de abril, Guépratte transferiu sua bandeira do Charlemagne para oJauréguiberry. No final de maio, a esquadra francesa havia recuperado sua força efetiva e incluía os couraçados Saint Louis, Charlemagne, Patrie, Suffren e Henri IV. A formação foi designada 3ª Divisão de Batalha. O Jauréguiberry forneceu apoio de tiros às tropas durante o desembarque no Cabo Helles em 25 de abril, durante o qual as forças francesas fizeram um desembarque diversivo no lado asiático do estreito. Durante a operação, o couraçado e os outros navios franceses mantiveram os canhões otomanos daquele lado do estreito amplamente suprimidos e impediram-nos de interferir no desembarque principal no Cabo Helles. O navio continuou as operações na área até 26 de maio, incluindo o apoio ao ataque aliado durante a Segunda Batalha de Krithia em 6 de maio. Ele foi levemente danificado pela artilharia turca em 30 de abril e 5 de maio, mas continuou a disparar suas armas conforme necessário.
O Jauréguiberry foi chamado de volta a Port Said em 19 de julho e bombardeou Haifa, controlada pelos otomanos, em 13 de agosto. Ele retomou seu papel como carro-chefe da Divisão Síria em 19 de agosto. O navio participou da ocupação de Ile Rouad em 1 de setembro e outras missões ao largo da costa síria até ser transferida para Ismaília em janeiro de 1916 para ajudar na defesa do Canal de Suez, embora tenha regressado a Port Said pouco depois. O Jauréguiberry foi reformado em Malta entre 25 de novembro e 26 de dezembro de 1916, retornando posteriormente a Port Said. Ele desembarcou algumas de suas armas para ajudar a defender o canal em 1917 e foi reduzido à reserva em 1918. O navio chegou a Toulon no dia 6 de março de 1919, onde foi desativado e transferido para a Escola de Treinamento de Engenheiros em 30 de março para ser usado como alojamento. Ele foi retirado da Lista da Marinha em 20 de junho de 1920, mas permaneceu designado para a Escola de Engenheiros até 1932. O Jauréguiberry foi vendido para sucata em 23 de junho de 1934 pelo preço de 1 147 000 francos.